# تردد وسيط

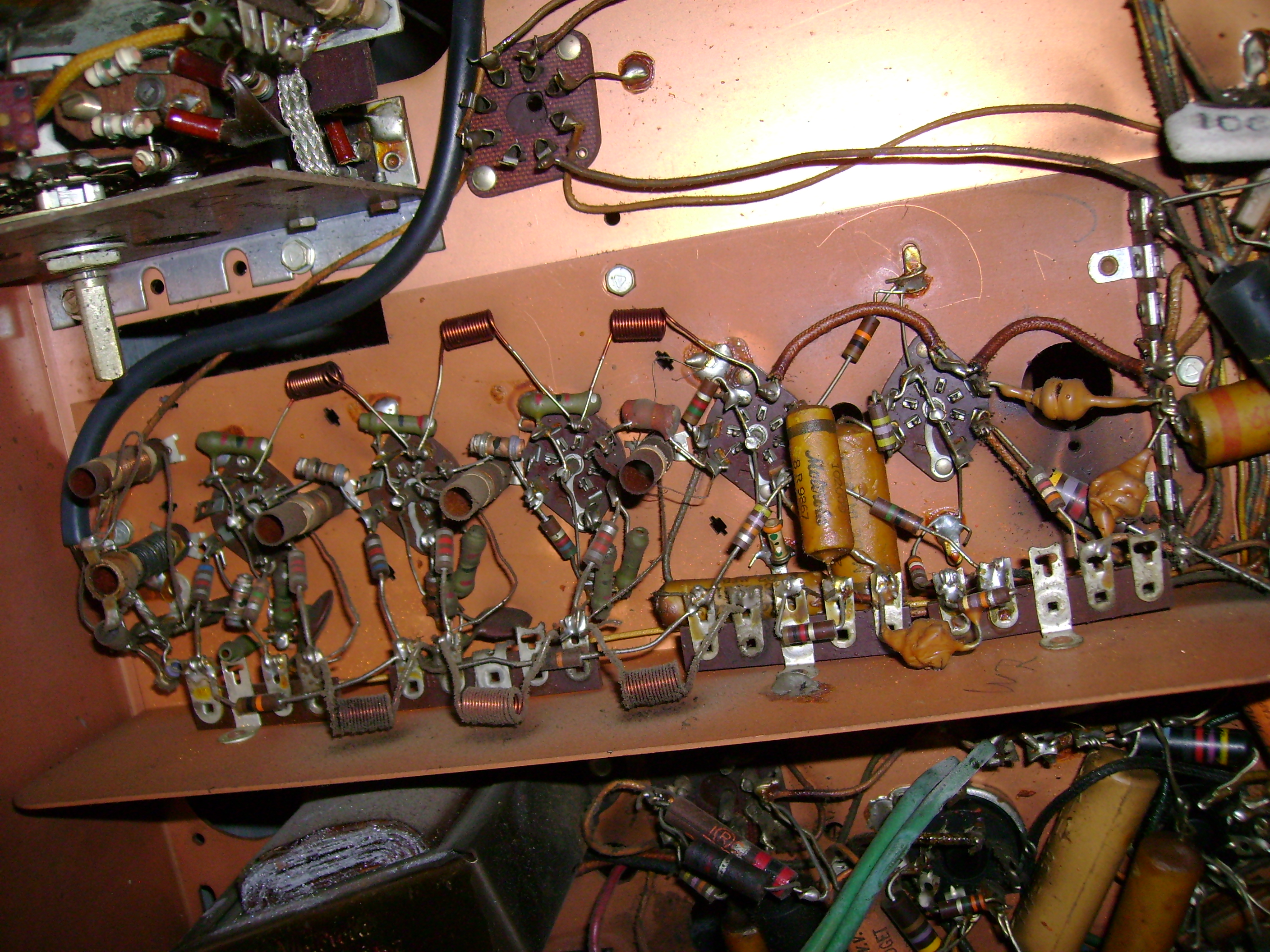
مرحلة التردد المتوسط في في تلفزيون موتورولا 19K1 حوالي 1949

في مجال الاتصالات والهندسة الإلكترونية التردد الوسيط أو  التردد المتوسط (بالإنجليزية: intermediate frequency)‏ اختصاراً IF، هو التردد الذي تُحوَّل إليه إشارة الموجة الحاملة في أثناء معالجتها خلال عملية الإرسال أو الاستقبال
ينشئ التردد الوسيط عن طريق مزج إشارة الموجة الحاملة مع إشارة مذبذب محلي في عملية تسمى أقتران متغاير التردد (مزج ترددي) مما ينتج عنه إشارة عند فارق أو نبضة التردد. وتستعمل الترددات المتوسطة في أجهزة الإستقبال الراديوية ذات التغاير الفوقي
، حيث تتحول فيها الإشارة الواردة إلى إشارة تردد وسيط لتضخيمها قبل أن يتم الكشف النهائي في جهاز استقبال راديوي.
وتستعمل الترددات المتوسطة في الترددات العالية جدا وفي المستقبلات التي يمكن ضبطها بترددات مختلفة والسبب الرئيسي لاستخدام التردد الوسيط هو تحسين انتقائية التردد في دوائر الاتصالات وهي عملية شائعة جدا تتمثل في فصل أو استخراج إشارات أو مكونات إشارة متقاربة التردد. وهذا ما العملية تسمى التصفية.